# جسم مضاد للميتوكوندريا
الأجسام المضادة للميتوكوندريا أو الأجسام المضادة للمتقدرة (بالإنجليزية: Anti-mitochondrial antibodies)‏ هي أجسام مضادة ذاتية تتكون ضد الميتوكوندريا وفي المقام الأول الميتوكوندريا في خلايا الكبد.
يُعد وجود الأجسام المضادة للميتوكوندريا في دم أو مصل الشخص مؤشرًا على وجود أو احتمالية تطوُّر المرض المناعي التهاب الأقنية الصفراوية الأولى الذي يُسبِّب تندب أنسجة الكبد التي تقتصر في المقام الأول على نظام نزح القناة الصفراوية، توجد الأجسام المضادة للميتوكوندريا في حوالي 95% من الحالات. ويُصيب التهاب الأقنية الصفراوية الأولي في المقام الأول النساء في منتصف العمر والنساء المصابات بأمراض المناعة الذاتية الأخرى.

## المستضدات
تم التعرف على العديد من المستضدات المرتبطة بالأجسام المضادة للميتوكوندريا:

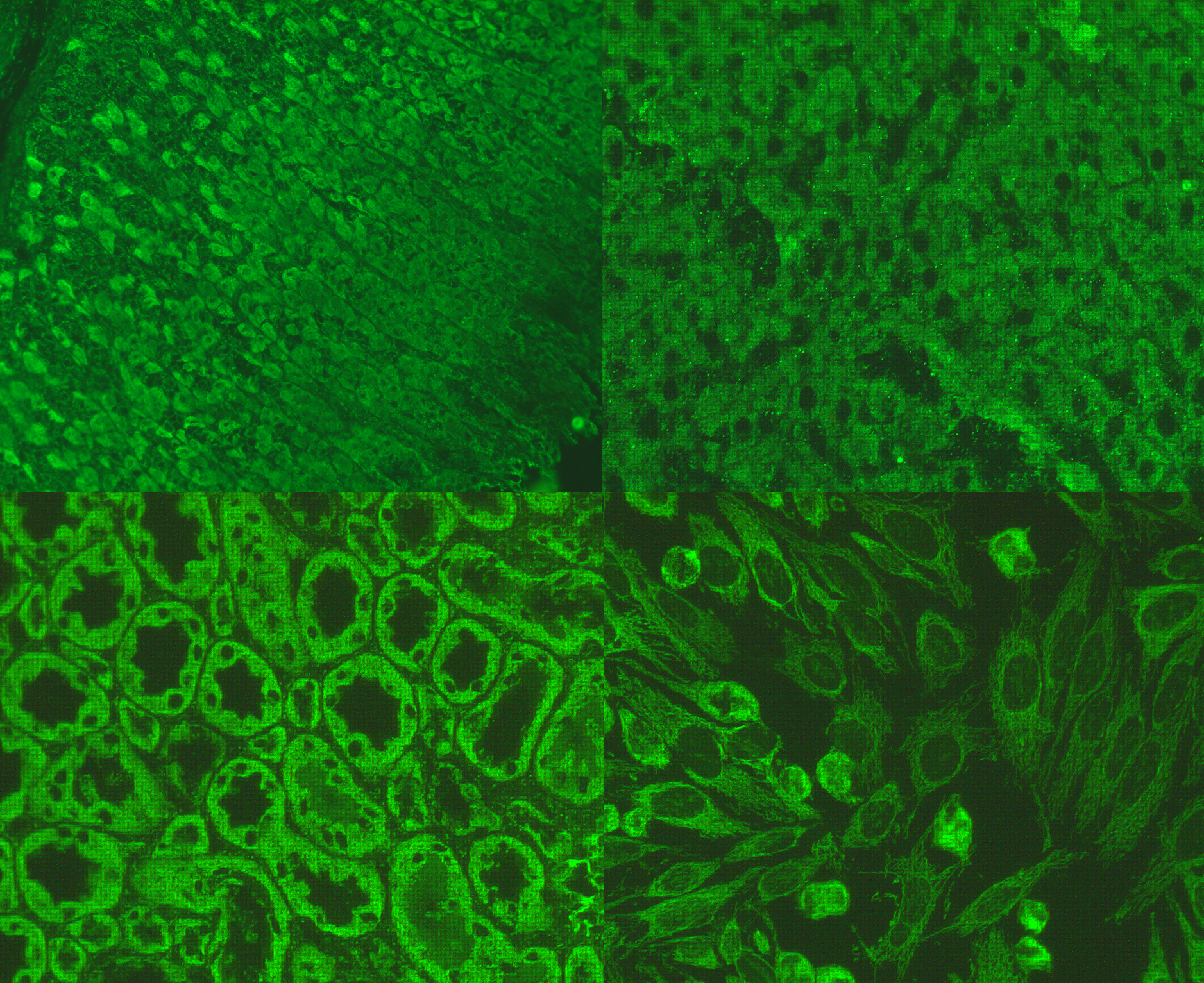
يظهر نمط تلطخ التألق المناعي للأجسام المضادة للميتوكوندريا على المعدة (أعلى اليسار) والكبد (أعلى اليمين) والكلى (أسفل اليسار).

- M1 كارديوليين-الأجسام المضادة للكارديوليين (ACA)
- M2 -  سلسلة متفرعة من نازع هيدروجين حمض كيتو
- M3 - غشاء الميتوكوندريا الخارجي
- M4 - أكسيداز الكبريتيت
- M5 - غشاء الميتوكوندريا الخارجي
- M6 - غشاء الميتوكوندريا الخارجي
- M7 - نازعة هيدروجين الساركوزين
- M8 - غشاء الميتوكوندريا الخارجي
- M9 - فسفوريلاز الغليكوجين

## روابط المرض
ترتبط الأجسام المضادة لهذه المستضدات المحددة بعدد من الحالات.
- ترتبط مضادات M2 و M4 و M8 و M9 بالتشمع الصفراوي الأولي
- يرتبط مضاد M2 بالتهاب الكبد بالمناعة الذاتية
- يرتبط مضاد M1 بمرض الزهري
- يرتبط مضاد M3 بالذئبة الحمامية المحدثة بالأدوية.
- يرتبط مضاد M6 بالاتهاب الكبدي المحدث بالأدوية.
- يرتبط مضاد M7 باعتلال عضلة القلب والتهاب العضلة القلبية
- يرتبط مضاد M5 بالذئبة الحمامية الشاملة والداء الكولاجيني اللامتمايز وفقر الدم الانحلالي المناعي[4]

لكن هذه الارتباطات ليست محددة تمامًا ولا يجب الاعتماد عليها فقط للتشخيص.
يمكن أيضًا اكتشاف الأجسام المضادة للميتوكوندريا في متلازمة شوغرن وتصلب الجلد المجموعي والبيلة الجرثومية المتكررة غير المصحوبة بأعراض لدى النساء وداء السل الرئوي والجذام.
وتُعد الأجسام المضادة للكارديوليين هي نوع آخر من الأجسام المضادة للميتوكوندريا، ويوجد في الغشاء الداخلي للميتوكوندريا.

## التطوير
قد افتُرض أن تعديلات الأجسام المضادة للميتوكوندريا الأجنبية بيولوجيًا و/أو المتأكسدة هي خطوة حاسمة لفقدان التحمل، عُثر على أجسام مضادة للميتوكوندريا في الفشل الكبدي الحاد ضد جميع مستضدات الكبد الرئيسية.
- نازع هيدروجين البيروفيت الوحدات الفرعية E2
- 2-نازع هيدروجين حمض الغلوتاريك المتأكسد
- سلسلة 2-نازع هيدروجين حمض أوكسو المتفرعة

عُثر على حوالي 40% من مرضى الفشل الكبدي الحاد لديهم ارتفاع الأجسام المضادة للميتوكوندريا على الرغم من أن نسبة أكبر (57%) كانت تحتوي على أجسام مضادة لناقلة الغلوتامين والتي ترتبط عادة بداء بطني.